# Lista de exoplanetas descobertos em 2020
Esta é uma Lista de exoplanetas descobertos em 2020.
Para exoplanetas detectados apenas pela velocidade radial, o valor da massa é na verdade um limite inferior. (Consulte a massa mínima para obter mais informações)
| Nome                 | Massa (MJ)               | Raio (RJ)               | Período (dais)                 | Semieixo maior (AU)      | Temp. (K)         | Método de descoberta | Distância (ly)      | Massa da estrela-mãe (M☉) | Temperatura da estrela-mãe (K) | Observações |
| -------------------- | ------------------------ | ----------------------- | ------------------------------ | ------------------------ | ----------------- | -------------------- | ------------------- | ------------------------- | ------------------------------ | --- |
| 2MASS J1155-7919 b   | 10                       |                         |                                | 582                      |                   | Imagem direta        | 330                 |                           |                                | Superjúpiter muito jovem em uma órbita incomumente ampla |
| HD 38677 b           |                          |                         | 18.57±0.01                     | 0.1462±0.0012            | 877               | Vel. radial          | 202.2169±3.261564   | 1.21±0.03                 | 6196±29                        | DMPP-1 Encontrado por Dispersed Matter Planet Project em busca de planetas com ablação quente.                                                               |
| HD 38677 c           |                          |                         | 6.584+0.003 −0.002             | 0.0733+0.0006 −0.0007    | 1239              | Vel. radial          | 202.2169±3.261564   | 1.21±0.03                 | 6196±29                        | DMPP-1 encontrado por Dispersed Matter Planet Project em busca de planetas com ablação quente, ressonância orbital 2:1 de planeta em trânsito não confirmado |
| HD 38677 d           |                          |                         | 2.882±0.001                    | 0.0422+0.0004 −0.0003    | 1632              | Vel. radial          | 202.2169±3.261564   | 1.21±0.03                 | 6196±29                        | DMPP-1Encontrado por Dispersed Matter Planet Project em busca de planetas com ablação quente.                                                                |
| HD 38677 e           |                          |                         | 5.516+0.002 −0.004             | 0.0651±0.0005            | 1314              | Vel. radial          | 202.2169±3.261564   | 1.21±0.03                 | 6196±29                        | DMPP-1Encontrado por Dispersed Matter Planet Project em busca de planetas com ablação quente.                                                                |
| HD 11231 b           | 0.426+0.038 −0.052       |                         | 5.2072+0.0002 −0.0055          | 0.0664±0.0005            | 1000              | Vel. radial          | 437.0495±13.04625   | 1.44±0.03                 | 6500±100                       | DMPP-2Encontrado por Dispersed Matter Planet Project em busca de planetas com ablação quente.                                                                |
| HD 42936 Ab          | 2.58+0.35 −0.58          |                         | 6.6732+0.0011 −0.0003          | 0.0662±0.0013            | 854               | Vel. radial          | 159.4905±1.956938   | 0.87±0.05                 | 5138±99                        | DMPP-3Encontrado por Dispersed Matter Planet Project em busca de planetas com ablação quente.                                                                |
| EPIC 249893012 b     | 0.02753±0.00343          | 0.174±0.008             | 3.5951±0.0003                  | 0.047+0.005 −0.007       | 1616+150 −80      | Trânsito             | 1059.03±13.69857    | 1.05±0.05                 | 5430±85                        | [ 5 ] |
| EPIC 249893012 c     | 0.04616±0.00595          | 0.3274+0.0152 −0.0125   | 15.624±0.001                   | 0.13+0.01 −0.02          | 990+68 −29        | Trânsito             | 1059.03±13.69857    | 1.05±0.05                 | 5430±85                        | [ 5 ] |
| EPIC 249893012 d     | 0.03203+0.00774 −0.00761 | 0.3515±0.0116           | 35.747±0.005                   | 0.22+0.02 −0.04          | 752+69 −37        | Trânsito             | 1059.03±13.69857    | 1.05±0.05                 | 5430±85                        | [ 5 ] [ 6 ] |
| Gliese 180 d         | 7.56±1.07                |                         | 106.341+0.261 −0.34            | 0.31+0.024 −0.029        |                   | Vel. radial          | 39.96±0.01          | 0.43                      | 3371                           | [ 7 ] |
| Gliese 229 Ac        | 0.025                    |                         | 122.005+0.364 −0.382           | 0.339+0.024 −0.029       |                   | Vel. radial          | 18.78±0.004         | 0.58                      | 3564                           | [ 8 ] [ 9 ] |
| Gliese 251 b         | >0.013                   |                         | 14.238                         | 0.0818                   | 351               | Vel. radial          | 18.205±0.006        | 0.360±0.015               | 3451±51                        | Falso positivo em 2019, redescoberto em 2020 |
| Gliese 433 d         | 0.019                    |                         | 36.052+0.045 −0.031            | 0.178+0.013 −0.015       |                   | Vel. radial          | 29.57±0.01          | 0.48                      | 3600                           | [ 12 ] [ 13 ] |
| Gliese 1061 b        | 0.00431+0.00050 −0.00047 |                         | 3.204±0.001                    | 0.021±0.001              |                   | Vel. radial          | 11.98±0.003         | 0.12±0.01                 | 2953±98                        | [ 14 ] |
| Gliese 1061 c        | 0.00547±0.00072          |                         | 6.689±0.005                    | 0.035±0.001              |                   | Vel. radial          | 11.98±0.003         | 0.12±0.01                 | 2953±98                        | [ 15 ] |
| Gliese 1061 d        | 0.00516+0.00076 −0.00072 |                         | 13.031+0.025 −0.032            | 0.054±0.001              |                   | Vel. radial          | 11.98±0.003         | 0.12±0.01                 | 2953±98                        | [ 16 ] |
| Gliese 1252 b        | 0.0042±0.0009            | 0.105±0.007             | 0.5182349+0.0000063 −0.0000050 | 0.00915±0.00015          | 1410+91 −125      | Trânsito             | 66.49±0.06          | 0.381±0.019               | 3458+140 −133                  | Sem atmosfera |
| Gliese 3082 b        | 0.02759+0.011 −0.01334   |                         | 11.949±0.022                   | 0.079+0.006 −0.007       |                   | Vel. radial          | 54.2                | 0.47                      |                                | [ 19 ] |
| HATS-47b             | 0.369                    | 1.117                   | 3.9228                         |                          | 852.9             | Trânsito             | 984.01±6.20         | 0.674                     |                                | [ 20 ] |
| HATS-48Ab            | 0.243                    | 0.800                   | 3.1317                         | 0.03769±0.00011          | 954.6             | Trânsito             | 865                 | 0.7279                    | 4546.0+23 −18                  | [ 20 ] [ 21 ] |
| HATS-49b             | 0.353                    | 0.765                   | 4.1480                         |                          | 834.8             | Trânsito             | 1058.70±7.18        | 0.7133                    |                                | [ 20 ] |
| HATS-72b             | 0.1254                   | 0.7224                  | 7.3279                         |                          | 739.3             | Trânsito             | 416.37±1.70         | 0.7311                    |                                | [ 20 ] |
| HD 80653 b           | 0.0176±0.0014            | 0.1439±0.0063           | 0.719573±0.000021              | 0.0166±0.0003            |                   | Trânsito             | 358.1197±2.641867   | 1.18±0.04                 |                                | [ 22 ] |
| HIP 65 Ab            | 3.213±0.078              | 2.03+0.61 −0.49         | 0.9809761+0.000037 −0.000034   | 0.01782±0.00021          | 1411±15           | Trânsito             | 201.85818±0.2609251 | 0.781±0.027               | 4590±49                        | Um Júpiter de período ultracurto orbitando um anã-K4 brilhante (V=11.1 mag)                                                                                  |
| KELT-2019-BLG-1953 b | 0.59+0.71 −0.32          |                         |                                | 0.8+0.9 −0.6             |                   | Microlente           | 23000+3600 −4300    | 0.31+0.37 −0.17           |                                | [ 27 ] [ 28 ] |
| KELT-2019-BLG-1953 c | 0.28+0.35 −0.15          |                         |                                | 0.8+0.9 −0.7             |                   | Microlente           | 23000+3600 −4300    | 0.31+0.37 −0.17           |                                | [ 29 ] [ 28 ] |
| Kepler-1661(AB) b    | 0.053±0.038              | 0.345±0.005             | 175.06±0.06                    | 0.633±0.005              | 243               | Trânsito             | 1355.26±9.56        | 0.841±0.022               | 5100±100                       | [ 30 ] [ 31 ] |
| L 168-9b             | 0.0145±0.00176           | 0.124±0.008             | 1.4015±0.00018                 | 0.02091±0.00024          | 816±160           | Trânsito             | 82.02833±0.07827753 | 0.62±0.03                 | 3800±70                        | [ 32 ] |
| OGLE-2018-BLG-0677Lb | 0.0125+0.0185 −0.0084    |                         |                                | 0.68+0.27 −0.22          |                   | Microlente           | 27000±3500          | 0.12+0.14 −0.08           |                                | Milky way bulge |
| TOI-132 b            | 0.07048+0.00598 −0.00604 | 0.305±0.012             | 2.1097019+0.000012 −0.000011   | 0.026+0.002 −0.003       | 1395+52 −72       | Trânsito             | 536.43±89.11        | 0.970±0.06                | 5397±46                        | [ 34 ] |
| TOI-257 b            | 0.134±0.023              | 0.626±0.013             | 18.38827±0.00072               | 0.1523±0.0017            | 1033±19           | Trânsito             | 251.37±0.065        | 1.38+0.056 −0.009         | 6075±90                        | Estrela-mãe também chamada de HD 19916 |
| TOI-700 b            | 0.00406+0.003 −0.00116   | 0.0901+0.00839 −0.00776 | 9.97701+0.00024 −0.00028       | 0.0637+0.0064 −0.006     |                   | Trânsito             | 101.5               | 0.416±0.01                | 3480±135                       | [ 38 ] |
| TOI-700 c            | 0.0249+0.0085 −0.0057    | 0.2346+0.0214 −0.0205   | 16.051998+0.000089 −0.000092   | 0.0925+0.0088 −0.0083    |                   | Trânsito             | 101.5               | 0.416±0.01                | 3480±135                       | [ 38 ] |
| TOI-700 d            | 0.00711+0.0022 −0.00164  | 0.1062±0.0098           | 37.426+0.0007 −0.001           | 0.163±0.015              | 295±55            | Trânsito             | 101.5               | 0.416±0.01                | 3480±135                       | Primeiro "tamanho da Terra" descoberto por TESS |
| TOI-732 b            | 0.098                    | 0.119                   | 0.7683881                      | 0.012                    | 892               | Trânsito             | 72                  | 0.379                     | 3360                           | Orbitando estrela primária do binário LDS 3977 |
| TOI-732 c            | 0.027                    | 0.205                   | 12.25                          | 0.07673                  | 323               | Trânsito             | 72                  | 0.379                     | 3360                           | Orbitando estrela primária do binário LDS 3977 |
| TOI-813 b            |                          | 0.599±0.034             | 83.8911+0.0027 −0.0031         | 0.423+0.031 −0.037       | 610+28 −21        | Trânsito             | 864.8192±5.156379   | 1.32±0.06                 | 5907±150                       | [ 42 ] |
| TOI-1338 b           | 0.10382±0.0622           | 0.61±0.0169             | 95.2                           | 0.4607                   | 724               | Trânsito             | 1301                |                           |                                | Primeiro planeta circumbinário descoberto por TESS |
| HD 191939 b          |                          | 0.301                   | 8.880411                       | 0.089                    | 778+58 −41        | Trânsito             | 175                 | 0.92                      | 5400                           | Estrela-mãe também conhecida como TOI-1339 |
| HD 191939 c          |                          | 0.287                   | 28.58060                       | 0.178                    | 550±45            | Trânsito             | 175                 | 0.92                      | 5400                           | Estrela-mãe também conhecida como TOI-1339 |
| HD 191939 d          |                          | 0.282                   | 38.3561                        | 0.216                    | 499+12 −11        | Trânsito             | 175                 | 0.92                      | 5400                           | Estrela-mãe também conhecida como TOI-1339 |
| USco1621 b           | 16                       |                         |                                | 2880                     | 2270              | Imagem direta        | 450                 | 0.36                      | 3460                           | [ 45 ] |
| USco1556 b           | 15                       |                         |                                | 3500                     | 2240              | Imagem direta        | 459                 | 0.33                      | 3410                           | [ 45 ] |
| XO-7b                | 0.709                    | 1.373                   | 2.8641424                      | 0.04421                  | 1743              | Trânsito             | 763                 | 1.405                     | 6250                           | [ 46 ] |
| LHS 1815 b           | 0.0132±0.0047            | 0.0971±0.005            | 3.81433±0.00003                | 0.0404±0.0094            | 617±84            | Trânsito             | 97                  | 0.502                     | 3643±142                       | [ 47 ] [ 48 ] |
| TOI-157 b            | 1.18±0.13                | 1.29±0.02               | 2.0845435±0.0000023            | 0.03138+0.00025 −0.00020 | 1588+21 −20       | Trânsito             | 1171                | 0.948+0.023 −0.018        | 5404+70 −67                    | [ 23 ] |
| TOI-169 b            | 0.791+0.064 −0.06        | 1.086+0.081 −0.048      | 2.2554477±0.0000063            | 0.03524+0.00069 −0.00079 | 1715+22 −20       | Trânsito             | 1345                | 1.147+0.069 −0.075        | 5880+54 −49                    | [ 23 ] |
| TOI-849 b            | 0.128±0.008              | 0.308+0.014 −0.011      | 0.7655240±0.0000027            | 0.01598±0.00013          | 1800              | Trânsito             | 735                 | 0.929±0.023               | 5329±48                        | Planeta Deserto Netuniano |
| HD 95338 b           | 0.124+0.019 −0.013       | 0.355+0.008 −0.007      | 55.086+0.018 −0.019            | 0.231+0.005 −0.009       | 402+6 −9          | Trânsito             | 120                 | 0.76+0.16 −0.1            | 5212+16 −11                    | [ 50 ] |
| HD 332231 b          | 0.251±0.017              | 0.867+0.027 −0.025      | 18.70173±0.00028               | 0.1436+0.0032 −0.0033    | 876±17            | Trânsito             | 262                 | 1.127±0.077               | 6089+97 −96                    | TOI 1456 |
| TOI-1130 b           |                          | 0.3256±0.009            | 4.066499±0.000046              | 0.04394+0.00035 −0.00038 | 876±17            | Trânsito             | 190                 | 0.684+0.16 −0.17          | 4250±67                        | [ 53 ] [ 54 ] |
| TOI-1130 c           | 0.974+0.043 −0.044       | 1.5+0.27 −0.22          | 8.350381±0.000033              | 0.07098+0.00056 −0.0006  | 637±12            | Trânsito             | 190                 | 0.684+0.16 −0.17          | 4250±67                        | [ 53 ] [ 55 ] |
| HD 79211 b           | 0.0334±0.004             |                         | 24.422±0.014                   | 0.142±0.005              | 345               | Vel. radial          | 20.658±0.005        | 0.64±0.07                 | 4005±51                        | Orbitando estrela primária do binário ADS 7251 |
| WASP-150 b           | 8.46+0.28 −0.2           | 1.07+0.024 −0.025       | 5.644207+0.00003 −0.000004     | 0.0694+0.0011 −0.0008    | 1460±11           | Trânsito             | 2422                | 1.394+0.07 −0.049         | 6218+49 −45                    | [ 58 ] |
| WASP-176 b           | 0.855+0.072 −0.069       | 1.505+0.05 −0.045       | 3.899052±0.00005               | 0.0535+0.001 −0.0019     | 1721+28 −21       | Trânsito             | 1883                | 1.345+0.08 −0.13          | 5941+77 −79                    | [ 58 ] |
| TOI-1235 b           | 0.0217±0.00025           | 0.155±0.007             | 3.444729+0.000031 −0.000028    | 0.03845+0.00037 −0.0004  | 754±18            | Trânsito             | 129                 | 0.640±0.016               | 3872±70                        | mais um planeta suspeito no sistema |
| OGLE-2017-BLG-0406 b | 0.41±0.05                |                         |                                | 3.5±0.3                  |                   | Microlente           | 17000±1600          | 0.56±0.07                 | 4848                           | Evento de microlente de alta fidelidade |
| TOI-421 b            | 0.051+0.004 −0.003       | 0.461±0.012             | 16.06815+0.00034 −0.00035      | 0.1182+0.0026 −0.0027    | 696.6±12.2        | Trânsito             | 244.3±1.9           | 0.852+0.029 −0.021        | 5325+78 −58                    | No sistema, à uma estrela anã vermelha a 2.200 AU de distância                                                                                               |
| TOI-421 c            | 0.0222±0.0022            | 0.243±0.017             | 5.19676+0.00049 −0.00048       | 0.0557+0.0012 −0.0013    | 1014.9+17.9 −17.6 | Trânsito             | 244.3±1.9           | 0.852+0.029 −0.021        | 5325+78 −58                    | No sistema, à uma estrela anã vermelha a 2.200 AU de distância                                                                                               |
| HD 108236 b          |                          | 0.1415±0.0087           | 3.79523+0.00047 −0.00044       | 0.0469±0.0017            | 1099+19 −18       | Trânsito             | 211                 | 0.97                      | 5730±50                        | [ 62 ] |
| HD 108236 c          |                          | 0.1845+0.0089 −0.0081   | 6.2037+0.00064 −0.00052        | 0.0651±0.0024            | 932+17 −16        | Trânsito             | 211                 | 0.97                      | 5730±50                        | [ 62 ] |
| HD 108236 d          |                          | 0.2423±0.0097           | 14.1756+0.001 −0.0011          | 0.1131±0.004             | 708+13 −12        | Trânsito             | 211                 | 0.97                      | 5730±50                        | [ 62 ] |
| HD 108236 e          |                          | 0.279+0.012 −0.011      | 19.592±0.002                   | 0.14±0.0052              | 636+12 −11        | Trânsito             | 211                 | 0.97                      | 5730±50                        | [ 62 ] |
| WASP-148 b           | 0.291±0.025              | 0.722±0.055             | 8.80381±0.000043               | 0.22±0.063               | 940±80            | Trânsito             | 809±5               | 1.00±0.08                 | 5460±130                       | [ 63 ] [ 64 ] |
| WASP-148 c           | 0.397+0.203 −0.044       |                         | 34.515±0.029                   | 0.359±0.086              | 590±50            | Vel. radial          | 809±5               | 1.00±0.08                 | 5460±130                       | [ 63 ] [ 64 ] |
| NGTS-11 b            | 0.37±0.14                | 0.823±0.035             | 35.4553±0.0002                 | 0.201±0.002              | 440±40            | Trânsito             | 624±6               | 0.862±0.028               | 5050±80                        | [ 65 ] |
| HIP 67522 b          | 0.25                     | 0.894+0.048 −0.047      | 6.9596+0.000016 −0.000015      |                          | 1174±21           | Trânsito             | 416±4               | 1.22±0.05                 | 5675±75                        | Mais um planeta candidato em torno de uma estrela muito jovem (com menos de 20 milhões de anos)                                                              |
| HD 63433 b           | 0.017                    | ±0.009                  | 7.10801+0.00046 −0.00034       | 0.0710+0.0033 −0.0041    |                   | Trânsito             | 73.08±0.07          | 0.99±0.03                 | 5640±74                        | [ 67 ] |
| HD 63433 c           | 0.0489                   | 0.238±0.01              | 20.5455±0.001                  | 0.1531+0.0074 −0.0092    |                   | Trânsito             | 73.08±0.07          | 0.99±0.03                 | 5640±74                        | [ 67 ] [ 68 ] [ 69 ] |
| HD 164922 d          | 0.013±0.003              |                         | 12.458±0.003                   | 0.103±0.003              |                   | Vel. radial          | 72.1±0.9            | 0.874±0.012               | 5293±32                        | [ 70 ] |
| OGLE-2006-BLG-284 b  | 0.45+0.14 −0.40          |                         |                                | 2.2±0.8                  |                   | Microlente           | 13000±4900          | 0.35+0.3 −0.2             |                                | Binário com separação de 2.1 unidades astronômicas e órbita planetária incerta, possivelmente instável                                                       |
| Wendelstein-1b       | 0.59+0.17 −0.13          | 1.0314+0.00204 −0.021   | 2.663416±0.000001              | 0.0282±0.0009            | 1727+78 −90       | Trânsito             | 1004±10             | 0.65±0.1                  | 3984+152 −46                   | [ 72 ] |
| Wendelstein-2b       | 0.731+0.541 −0.311       | 1.1592±0.0061           | 1.7522239±0.0000008            | 0.0234±0.0015            | 1852+120 −140     | Trânsito             | 1875±20             | 0.73±0.11                 | 4288+133 −111                  | Envelope gasoso estendido |
| Kepler-160d          |                          | 0.170+0.015 −0.012      | 378.417+0.028 −0.025           | 1.089+0.037 −0.073       | 244.8+2.1 −2.9    | Trânsito             | 3140±60             | 0.88                      | 5471+115 −37                   | Próximo trânsito esperado em setembro de 2020 |
| K2-315b              |                          | 0.085±0.005             | 3.1443189±0.0000049            | 0.0234                   | 460±5             | Trânsito             | 185±1               | 0.174±0.004               | 3300±30                        | Também conhecida como "Terra Pi" devido ao seu período orbital, ou EPIC 249631677b                                                                           |
| TOI-1266 b           |                          | 0.2193+0.074 −0.066     | 10.894879+0.00007 −0.00007     | 0.0745+0.0046 −0.0069    | 410+21 −15        | Trânsito             | 117.4±1.0           | 0.437±0.021               | 3563±77                        | Possibly atmosphere of steam |
| TOI-1266 c           |                          | 0.1492+0.077 −0.095     | 18.80152+0.00054 −0.00067      | 0.1037+0.0026 −0.0025    | 347.1+7.9 −8      | Trânsito             | 117.4±1.0           | 0.437±0.021               | 3563±77                        | [ 75 ] |
| AU Microscopii b     | 0.18                     | 0.375                   | 8.46321±0.00004                | 0.066                    |                   | Trânsito             | 32.3±0.3            | 0.31                      | 3500±100                       | [ 77 ] [ 78 ] [ 79 ] |
| TOI-1728 b           | 0.084+0.017 −0.016       | 0.450±0.014             | 3.491510+0.000062 −0.000057    | 0.0391±0.0009            | 767±8             | Trânsito             | 198.2±0.5           | 0.646+0.023 −0.022        | 3980+31 −32                    | [ 80 ] |
| BD-11 4672 c         | 0.048±0.009              |                         | 74.2+0.06 −0.08                | 0.30±0.01                |                   | Vel. radial          | 88.63±0.11          | 0.651+0.031 −0.029        | 4550±110                       | Zona habitável, órbita altamente excêntrica |
| OGLE-2018-BLG-1269Lb | 0.69+0.44 −0.22          |                         | 4383                           | 4.61+1.70 −1.17          |                   | Microlente           | 8300+3000 −2000     | 0.35+0.3 −0.2             |                                | Evento de altíssima fidelidade |
| Lacaille 9352 b      | 0.0132±0.0019            |                         | 9.262±0.001                    | 0.068±0.002              | 468               | Vel. radial          | 10.721±0.002        | 0.468±0.012               | 3688±86                        | [ 83 ] |
| Lacaille 9352 c      | 0.0234±0.0038            |                         | 21.789+0.004 −0.005            | 0.120±0.004              | 352               | Vel. radial          | 10.721±0.002        | 0.468±0.012               | 3688±86                        | [ 83 ] |
| HAT-P-58b            | 0.372±0.03               | 1.332±0.043             | 4.0138379±0.0000024            | 0.04994±0.00044          | 1622±18           | Trânsito             | 1690±40             | 1.031±0.028               | 6078±48                        | [ 84 ] |
| HAT-P-59b            | 1.540±0.067              | 1.123±0.013             | 4.1419771±0.0000012            | 0.05064±0.00037          | 1278±7            | Trânsito             | 871±4               | 1.008±0.022               | 5678±16                        | [ 84 ] |
| HAT-P-60b            | 0.574±0.038              | 1.631±0.024             | 4.7947813±0.0000024            | 0.06277±0.00017          | 1772±12           | Trânsito             | 767±7               | 1.435±0.012               | 6212±26                        | [ 84 ] |
| HAT-P-61b            | 1.057±0.07               | 0.899±0.027             | 1.90231289±0.00000077          | 0.03010±0.00034          | 1505±16           | Trânsito             | 1120±20             | 1.004±0.012               | 5587±45                        | [ 84 ] |
| HAT-P-62b            | 0.761±0.088              | 1.073±0.029             | 2.6453235±0.0000039            | 0.03772±0.00024          | 1512±13           | Trânsito             | 1150±20             | 1.023±0.020               | 5629±48                        | [ 84 ] |
| HAT-P-63b            | 0.614±0.024              | 1.119±0.033             | 3.377728±0.000013              | 0.04294±0.00035          | 1237±11           | Trânsito             | 1330±20             | 0.925±0.023               | 5400+55 −39                    | [ 84 ] |
| HAT-P-64b            | 0.58+0.18 −0.13          | 1.703±0.07              | 4.0072320±0.0000017            | 0.05387±0.00030          | 1766+22 −16       | Trânsito             | 2135±20             | 1.298±0.021               | 6457+55 −36                    | [ 84 ] |
| TOI-1899 b           | 0.67±0.04                | 0.99±0.03               | 29.090312+0.000036 −0.000035   | 0.1587+0.067 −0.075      | 362±7             | Trânsito             | 419±1               | 0.627+0.026 −0.028        | 3841+54 −45                    | [ 85 ] [ 86 ] |
| HATS-37A b           | 0.099±0.042              | 0.606±0.016             | 4.3315                         | 0.1587+0.067 −0.075      | 1085+16 −12       | Trânsito             | 695                 | 0.843+0.017 −0.012        | 5247±50                        | Mais uma anã vermelha no sistema |
| HATS-38 b            | 0.074±0.011              | 0.614±0.0176            | 4.3750                         | 0.1587+0.067 −0.075      | 1294±10           | Trânsito             | 1131                | 0.890+0.016 −0.012        | 5740±50                        | [ 87 ] |
| TYC 8998-760-1 c     | 6±1                      | 1.1+0.6 −0.3            |                                | 320                      | 1240+160 −170     | Imagem direta        | 309.4±0.9           |                           | 4783                           | [ 88 ] |
| HD 86226 c           | 0.023±0.004              | 0.193±0.007             | 3.98442±0.00018                | 0.049±0.001              | 1311±28           | Trânsito             | 149                 | 1.019+0.061 −0.066        | 5863±88                        | [ 89 ] |
| Gliese 2056 b        | 0.444±0.053              |                         | 69.971±0.061                   | 0.283±0.0013             |                   | Vel. radial          | 92.8                | 0.62±0.08                 |                                | Zona habitável |
| Gliese 480 b         | 0.042±0.005              |                         | 9.567±0.005                    | 0.068±0.001              |                   | Vel. radial          | 46.4                | 0.45±0.02                 |                                | [ 90 ] |
| Gliese 687 c         | 0.050±0.013              |                         | 728±12                         | 1.165±0.023              |                   | Vel. radial          | 14.83               | 0.40±0.02                 |                                | Segundo planeta do tamanho de Netuno descoberto neste sistema                                                                                                |
| HIP 107772 b         | 0.049+0.014 −0.030       |                         | 55.259+0.111 −0.311            | 0.243+0.022 −0.027       |                   | Vel. radial          | 77.1                | 0.63±0.08                 |                                | Zona habitável |
| HIP 38594 b          | 0.026+0.012 −0.014       |                         | 60.711+0.426 −0.192            | 0.256+0.006 −0.007       |                   | Vel. radial          | 58.0                | 0.61±0.02                 |                                | Zona habitável |
| HIP 38594 c          | 0.135+0.077 −0.035       |                         | 3525+541 −572                  | 3.842+0.399 −0.441       |                   | Vel. radial          | 58.0                | 0.61±0.02                 |                                | [ 90 ] |
| HIP 4845 b           | 0.053+0.016 −0.028       |                         | 34.151+0.17 −0.09              | 0.177+0.016 −0.020       |                   | Vel. radial          | 68.8                | 0.62±0.04                 |                                | [ 90 ] |
| HIP 48714 b          | 0.071+0.023 −0.020       |                         | 17.819+0.004 −0.009            | 0.112±0.003              |                   | Vel. radial          | 34.3                | 0.58±0.02                 |                                | [ 90 ] |
| TOI-824 b            | 0.058±0.006              | 0.261+0.018 −0.017      | 1.392978+0.000018 −0.000017    | 0.02177±0.00032          | 1253+38 −37       | Trânsito             | 208                 | 0.69+0.009 −0.007         | 4569±50                        | Planeta Deserto Netuniano provavelmente despojado do envelope de hidrogênio                                                                                  |
| Proxima Centauri c   | 0.0179±0.006             |                         | 1928±20                        | 1.489±0.049              | 39+16 −18         | Vel. radial          | 4.244±0.001         | 0.1221±0.0022             | 3042±117                       | Segundo planeta descoberto orbitando a estrela mais próxima do Sistema Solar                                                                                 |
| TOI-763 b            | 0.031±0.002              | 0.203±0.010             | 5.6057±0.0013                  | 0.0600±0.0006            | 1038±16           | Trânsito             | 311                 | 0.917±0.028               | 5444±110                       | [ 95 ] |
| TOI-763 c            | 0.029±0.003              | 0.235±0.011             | 12.2737+0.0053 −0.0077         | 0.1011±0.0010            | 800±12            | Trânsito             | 311                 | 0.917±0.028               | 5444±110                       | [ 95 ] |
| TOI-763 d            | 0.030±0.005              |                         | 47.7991±2.7399                 | 0.2504+0.0093 −0.0105    | 509±12            | Vel. radial          | 311                 | 0.917±0.028               | 5444±110                       | [ 95 ] |
| TOI-561 b            | 0.0050±0.0011            | 0.127±0.006             | 0.446578±0.000017              | 0.01055±0.00008          |                   | Trânsito             | 279.2±1.6           | 0.785±0.018               | 5455+65 −47                    | [ 96 ] [ 97 ] |
| TOI-561 c            | 0.017±0.003              | 0.257±0.009             | 10.779±0.004                   | 0.08809±0.0007           |                   | Trânsito             | 279.2±1.6           | 0.785±0.018               | 5455+65 −47                    | [ 96 ] [ 97 ] |
| TOI-561 d            | 0.038±0.004              | 0.226±0.011             | 25.62±0.04                     | 0.1569±0.0012            |                   | Trânsito             | 279.2±1.6           | 0.785±0.018               | 5455+65 −47                    | [ 96 ] [ 97 ] |
| TOI-561 e            | 0.050±0.007              | 0.238±0.010             | 77.23±0.39                     | 0.3274+0.0028 −0.0027    |                   | Trânsito             | 279.2±1.6           | 0.785±0.018               | 5455+65 −47                    | [ 96 ] |
| TOI-1266 b           | 0.042+0.035 −0.028       | 0.212+0.014 −0.011      | 10.894843+0.000067 −0.000066   | 0.0736+0.0016 −0.0017    | 413±20            | Trânsito             | 117.5±0.1           | 0.48±0.1                  | 3570±100                       | [ 98 ] |
| TOI-1266 c           | 0.007+0.006 −0.005       | 0.139+0.013 −0.012      | 18.80151+0.00067 −0.00069      | 0.1058+0.0023 −0.0024    | 344±16            | Trânsito             | 117.5±0.1           | 0.48±0.1                  | 3570±100                       | [ 98 ] |
| Gl 414 A b           | 0.029+0.010 −0.008       | 0.263+0.099 −0.081      | 50.817+0.031 −0.03             | 0.24±0.01                | 303.7±32.5        | Vel. radial          | 38.8                | 0.650±0.08                | 4120±109                       | Planetas orbitando a estrela primária do sistema binário |
| Gl 414 A c           | 0.177+0.033 −0.031       | 0.784+0.360 −0.238      | 748.3+1.3 −1.2                 | 1.43±0.06                | 123.3±13.2        | Vel. radial          | 38.8                | 0.650±0.08                | 4120±109                       | Planetas orbitando a estrela primária do sistema binário |
| TOI-837 b            | <1.2                     | 0.768+0.091 −0.072      | 8.3248762±0.0000157            |                          |                   | Trânsito             | 466.5±1.2           | 1.118±0.059               | 6047±162                       | Pertence ao aglomerado aberto de IC 2602 |
| TOI-776 b            | 0.0147±0.0031            | 0.163±0.010             | 8.24664+0.00009 −0.00006       | 0.0652±0.0011            | 513±12            | Trânsito             | 88.6±0.1            | 0.544±0.028               | 3709±70                        | [ 101 ] |
| TOI-776 c            | 0.0192±0.0047            | 0.184±0.012             | 15.6653+0.0008 −0.0007         | 0.1000±0.0017            | 415±10            | Trânsito             | 88.6±0.1            | 0.544±0.028               | 3709±70                        | [ 101 ] |
| MOA-2009-BLG-319Lb   | 0.2077±0.0255            |                         |                                | 2.03±0.21                |                   | Microlente           | 22800±2300          | 0.514±0.063               |                                | [ 102 ] |
| TOI-481 b            | 1.53±0.03                | 0.99±0.01               | 10.33111±0.00002               | 0.097±0.001              | 1370±10           | Trânsito             | 587                 | 1.14+0.02 −0.01           | 5735±72                        | [ 103 ] |
| TOI-892 b            | 0.95±0.07                | 1.07±0.02               | 10.62656±0.00007               | 0.092±0.005              | 1397±40           | Trânsito             | 1120                | 1.28+0.03 −0.02           | 6261±80                        | [ 103 ] |
| GJ 3473 b            | 0.0059±0.0009            | 0.113±0.004             | 1.1980035+0.0000018 −0.0000019 | 0.01589±0.00062          | 773+16 −15        | Trânsito             | 89.29±0.13          | 0.360±0.016               | 3347±54                        | Também conheicido como TOI-488 b |
| GJ 3473 c            | 0.0233+0.0029 −0.0027    |                         | 15.509±0.033                   | 0.0876+0.0035 −0.0034    | 329.1+6.6 −6.4    | Vel. radial          | 89.29±0.13          | 0.360±0.016               | 3347±54                        | Também conheicido como TOI-488 c |
| NGTS-12b             | 0.208±0.022              | 1.048±0.032             | 7.532806±0.000048              | 0.0757±0.0014            | 1257±34           | Trânsito             | 1474±25             | 1.021+0.056 −0.049        | 5690±130                       | [ 105 ] |
| OGLE-2016-BLG-1928   | 0.001                    |                         |                                | n/a                      |                   | Microlente           | 30000               | n/a                       | n/a                            | Planeta interestelar |
| LTT 9779 b           | 0.092±0.003              | 0.421±0.021             | 0.792054±0.000014              | 0.01679±0.0014           | 2000              | Trânsito             | 262.8±1.0           | 1.02+0.02 −0.03           | 5499±50                        | Planeta deserto netuniano |
| TOI-540 b            |                          | 0.081±0.005             | 1.2391491±0.0000017            | 0.01223±0.00036          | 611±23            | Trânsito             | 45.67±0.29          | 0.159±0.014               | 3216±83                        | [ 108 ] |
| HD 238090 b          | 0.0217+0.0029 −0.0030    |                         | 13.671+0.011 −0.010            | 0.0932±0.0011            | 469.6+2.3 −2.6    | Vel. radial          | 49.68±0.03          | 0.578±0.021               | 3933±51                        | Orbitando a estrela primária no sistema binário Gliese 458                                                                                                   |
| TIC 237913194b       | 1.942+0.092 −0.091       | 1.117+0.054 −0.047      | 15.168865±0.000018             | 0.1207±0.0037            | 974               | Trânsito             | 1009±6              | 1.026+0.057 −0.055        | 5788±80                        | Órbita muito excêntrica |
| EPIC 201170410 b     |                          | 0.09341                 | 6.7987                         | 0.0349                   |                   | Trânsito             | 437+149 −130        | 0.287+0.101 −0.084        | 3648+172 −143                  | [ 110 ] |
| EPIC 201757695 b     |                          | 0.08101                 | 2.0478                         | 0.0296                   |                   | Trânsito             | 1880±110            | 0.727+0.044 −0.053        | 4520+108 −54                   | [ 110 ] |
| OGLE-2018-BLG-0799Lb | 0.22+0.19 −0.06          |                         |                                | 1.27+0.45 −0.29          |                   | Microlente           | 16000               | 0.08+0.08 −0.02           |                                | [ 111 ] |
| TOI-954 b            | 0.174+0.018 −0.017       | 0.852+0.053 −0.062      | 3.6849729+0.0000027 −0.0000028 | 0.04963+0.00089 −0.00090 | 1526+123 −164     | Trânsito             | 768.5±8.3           | 1.201+0.066 −0.064        | 5710+53 −49                    | [ 112 ] |
| EPIC 246193072 b     | 0.260+0.020 −0.022       | 0.774+0.026 −0.024      | 12.4551225±0.0000031           | 0.1016+0.0018 −0.0019    | 650+53 −70        | Trânsito             | 760±9               | 0.912+0.048 −0.049        | 5282+40 −39                    | [ 112 ] |
| WASP-186 b           | 4.22±0.18                | 1.11±0.03               | 5.026799+0.000012 −0.000014    | 0.0600+0.0012 −0.0013    | 1348+23 −22       | Trânsito             | 913±11              | 1.22+0.07 −0.08           | 6361+105 −82                   | Também conhecida como TOI-1494 |
| WASP-187 b           | 0.80±0.09                | 1.64±0.05               | 5.147878+0.000005 −0.000009    | 0.0653±0.0013            | 1726+31 −2        | Trânsito             | 1224±21             | 1.54±0.09                 | 6150+92 −85                    | Também conhecida como TOI-1493 |
| TOI-122 b            | 0.028+0.029 −0.010       | 0.243±0.016             | 5.078030±0.000015              | 0.0392±0.0007            | 471               | Trânsito             | 202.9±0.7           | 0.312±0.007               | 3403±100                       | [ 114 ] |
| TOI-237 b            | 0.009+0.006 −0.003       | 0.128±0.011             | 5.436098±0.000039              | 0.0341±0.0010            | 388               | Trânsito             | 124.2±0.7           | 0.179±0.004               | 3212±100                       | [ 114 ] |
| HAT-P-68b            | 0.724±0.043              | 1.072±0.012             | 2.29840551±0.00000052          | 0.02996+0.00043 −0.00012 | 1027.8±8.2        | Trânsito             | 662±3               | 0.6785+0.0299 −0.0079     | 4514±50                        | [ 115 ] |
| LP 714-47 b          | 0.097±0.005              | 0.420±0.027             | 4.052037±0.000004              | 0.0417±0.0005            | 700+19 −24        | Trânsito             | 171.8±0.4           | 0.59±0.02                 | 3950±51                        | Estrela-mãe também conhecida como G 160-62 ou TOI 442, planeta deserto netuniano                                                                             |
| CFHTWIR-Oph 98 B     | 7.8+0.7 −0.8             | 1.86±0.04               |                                | 200                      | 1800±40           | Imagem direta        | 447±13              | 0.015                     | 2320±40                        | Exolaneta superjúpiter muito jovem orbitando uma anã marrom conhecida como 2MASS J16274422-2358521                                                           |
| HD 190007 b          | 0.052±0.005              |                         | 11.72                          |                          |                   | Vel. radial          | 41.47±0.03          | 0.77±0.02                 | 4610±20                        | [ 118 ] |
| HD 216520 b          | 0.032±0.003              |                         | 35.45                          |                          |                   | Vel. radial          | 63.77±0.03          | 0.82±0.04                 | 5103±20                        | [ 118 ] |
| HD 216520 c          | 0.030±0.005              |                         | 154.43                         |                          |                   | Vel. radial          | 63.77±0.03          | 0.82±0.04                 | 5103±20                        | [ 118 ] |
| TOI-519 b            | <14                      | 0.75±0.21               | 1.2652328±0.0000005            | 0.012±0.004              | 760±54            | Trânsito             | 378±3               | 0.369+0.026 −0.097        | 3350+100 −200                  | Estrela-mãe de magnitude 17 muito fraca |
| TOI-260 b            | 0.009+0.013 −0.009       | 0.157±0.027             | 13.478048±0.005188             |                          |                   | Trânsito             | 65.84±0.07          |                           |                                | Estrela-mãe também chamada de HIP 1532 e BD-10 47 |
| TOI-784 b            | 0.031±0.004              | 0.171±0.015             | 2.797179±0.000158              |                          |                   | Trânsito             | 211±0.4             |                           |                                | Estrela-mãe também chamada de HD 307842 |
| 0.0143±0.0028        | 0.152±0.006              | 3.81673±0.00001         | 0.04220±0.00093                | 871±36                   |                   | Trânsito             | 89.72±0.09          | 0.678+0.049 −0.041        | 4552±154                       | Estrela-mãe também chamada de HIP 73427 e CD-23 12010 |
| TOI-836 c            | 0.0302±0.0082            | 0.231±0.008             | 8.59545±0.00001                | 0.0750±0.0016            | 665±27            | Trânsito             | 89.72±0.09          | 0.678+0.049 −0.041        | 4552±154                       | Estrela-mãe também chamada de HIP 73427 e CD-23 12010 |
| EPIC 201085153 b     |                          | 0.214±0.089             | 0.25722±0.000039               |                          |                   | Trânsito             |                     |                           | 3945±386                       | Órbita extremamente estreita |
| EPIC 201085153 c     |                          | 0.125+0.179 −0.125      | 2.259797±0.0008                |                          |                   | Trânsito             |                     |                           | 3945±386                       | [ 122 ] |
| EPIC 201427007 b     |                          | 0.134±0.018             | 0.72091±0.000067               |                          |                   | Trânsito             |                     |                           | 5633±111                       | [ 122 ] |
| EPIC 201595106 b     |                          | 0.116±0.009             | 0.877214±0.000087              |                          |                   | Trânsito             | 762±9               |                           | 5820±20                        | Candidato desde 2018 |
| EPIC 201650711 c     |                          | 0.036±0.007             | 5.544059±0.00016               |                          |                   | Trânsito             | 298.8±1.7           |                           | 4310±92                        | Sistema estelar ternário e planeta b não confirmado |
| EPIC 205152172 b     |                          | 0.107±0.018             | 0.980088±0.000026              |                          |                   | Trânsito             | 517±2               | 0.669±0.016               | 4202±242                       | Candidato desde 2016 |
| K2-299c              |                          | 0.223±0.080             | 14.648966±0.000031             |                          |                   | Trânsito             | 1219±16             |                           | 5724±72                        | Também conhecido como EPIC 206024342 p2 |
| K2-299d              |                          | 0.152±0.054             | 4.507464±0.0000077             |                          |                   | Trânsito             | 1219±16             |                           | 5724±72                        | Também conhecido como EPIC 206024342 p3 |
| K2-301c              |                          | 0.152±0.018             | 5.2986±0.00035                 |                          |                   | Trânsito             | 1491±45             |                           | 4114±99                        | Também conhecido como EPIC 206042996 p2 |
| TOI-251 b            |                          | 0.245±0.016             | 4.937770+0.000028 −0.000029    | 0.05741+0.00023 −0.00017 |                   | Trânsito             | 324.4±1.4           | 1.036+0.013 −0.009        | 5875+100 −190                  | [ 123 ] |
| TOI-942 b            |                          | 0.429±0.018             | 4.324190±0.00003               | 0.04796+0.00073 −0.00065 |                   | Trânsito             | 498±2               | 0.788+0.037 −0.031        | 4928+125 −85                   | Estrela-mãe TYC 5909-319-1 |
| TOI-942 c            |                          | 0.517+0.017 −0.016      | 10.156430+0.000069 −0.000079   | 0.0847+0.0012 −0.0011    |                   | Trânsito             | 498±2               | 0.788+0.037 −0.031        | 4928+125 −85                   | Estrela-mãe TYC 5909-319-1 |
| K2-302c              |                          | 0.089±0.009             | 2.255438±0.000037              |                          |                   | Trânsito             | 359.3±3.5           |                           | 3297±73                        | Também conhecido como EPIC 206215704 p2 |
| K2-302d              |                          | 0.098±0.009             | 2.909216±0.000032              |                          |                   | Trânsito             | 359.3±3.5           |                           | 3297±73                        | Também conhecido como EPIC 206215704 p3 |
| EPIC 206298289 b     |                          | 0.078±0.009             | 0.434847±0.000022              |                          |                   | Trânsito             | 492±6               |                           | 3875±157                       | Candidato desde 2016 |
| K2-85 b              |                          | 0.107±0.009             | 0.684559±0.000026              |                          |                   | Trânsito             | 317.8±1.2           |                           | 4427±48                        | Também conhecido como EPIC 210707130 p1 |
| EPIC 210801536 b     |                          | 0.088±0.027             | 0.892592±0.00012               |                          |                   | Trânsito             |                     |                           | 5304±259                       | Candidato desde 2019, Mais um candidato a exoplaneta no sistema                                                                                              |
| EPIC 212624936 b     |                          | 0.517+0.098 −0.027      | 0.578657±0.000066              |                          |                   | Trânsito             |                     |                           | 5765±170                       | Estrela-mãe TYC 5557-667-1 |
| EPIC 212624936 c     |                          | 0.214+0.098 −0.057      | 11.811437±0.00016              |                          |                   | Trânsito             |                     |                           | 5765±170                       | Estrela-mãe TYC 5557-667-1 |
| K2-211c              |                          | 0.116±0.018             | 2.601404±0.000072              |                          |                   | Trânsito             | 895±14              | 0.882+0.019 −0.027        | 5360±51                        | [ 122 ] |
| EPIC 220440058 b     |                          | 0.125±0.036             | 0.626683±0.00005               |                          |                   | Trânsito             |                     |                           | 3682±217                       | Mais um candidato a exoplaneta no sistema |
| EPIC 220492298 b     |                          | 0.085±0.018             | 0.762406±0.00014               |                          |                   | Trânsito             |                     |                           | 5620±31                        | [ 122 ] |
| K2-282d              |                          | 0.232±0.027             | 27.248322±0.00047              |                          |                   | Trânsito             | 1638.22±25.34       | 0.94±0.04                 | 5499±109                       | [ 122 ] |
| EPIC 228836835 b     |                          | 0.089±0.027             | 0.728113±0.00004               |                          |                   | Trânsito             | 491±6               |                           | 3782±152                       | [ 122 ] |
| K2-106c              |                          | 0.188±0.018             | 13.334621±0.000068             |                          |                   | Trânsito             | 803±10              |                           | 5613±39                        | Candidato desde 2017 |
| Kepler-1514c         |                          | 0.1049+0.0051 −0.0039   | 10.514181±0.000039             | 0.0997±0.0018            | 1066+16 −14       | Trânsito             | 1240                | 1.196+0.065 −0.063        | 6145+99 −80                    | [ 125 ] |
| OGLE-2017-BLG-1049Lb | 5.53+3.62 −2.87          |                         |                                | 3.92+1.10 −1.32          |                   | Microlente           | 18500+3600 −4500    | 0.55+0.36 −0.29           |                                | [ 126 ] |
| AU Microscopii c     | <0.087                   | 0.320±0.014             | 18.858991±0.000010             | 0.1101±0.0022            | 454±16            | Trânsito             | 31.7                | 0.50±0.03                 | 3700±100                       | Velocidades radiais precisas de estrelas gigantes |
| HD 25723 b           | 2.51                     |                         | 456.78                         | 1.49                     |                   | Vel. radial          | 375                 | 2.1±0.3                   |                                | Estrela-mãe gigante |
| HD 25723 c           | 1.33                     |                         | 2369.84                        | 4.35                     |                   | Vel. radial          | 375                 | 2.1±0.3                   |                                | Estrela-mãe gigante |
| Chi Scorpii b        | 4.32+0.15 −0.12          |                         | 573.4±2.0                      | 1.45±0.02                |                   | Vel. radial          | 408                 | 1.09±0.15                 | 4157±11                        | Estrela-mãe gigante |
| HD 60292 b           | 6.5±1.0                  |                         | 495.4±3.0                      | 1.5±0.1                  |                   | Vel. radial          | 1036±10             | 1.7±0.2                   | 4348±28                        | Estrela-mãe gigante |
| HD 112640 b          | 5.0±1.0                  |                         | 613.2±5.8                      | 1.7±0.1                  |                   | Vel. radial          | 1065±6              | 1.8±0.2                   | 4155±15                        | Estrela-mãe gigante |
| K2-111 c             | 0.0356±0.0035            |                         | 15.6785+0.0064 −0.0063         | 0.1166±0.0025            |                   | Vel. radial          | 680±60              | 0.89±0.02                 | 5730±50                        | [ 130 ] |
| K2-316b              |                          | 0.119                   | 1.133                          | 0.0147                   | 841               | Trânsito             | 368                 |                           |                                | EPIC 249384674b |
| K2-316c              |                          | 0.163                   | 5.260                          | 0.0582                   | 423               | Trânsito             | 368                 |                           |                                | EPIC 249384674c |
| K2-317b              |                          | 0.261                   | 6.220                          | 0.0542                   | 432               | Trânsito             | 577                 |                           |                                | EPIC 249557502b |
| K2-318b              |                          | 0.148                   | 7.010                          | 0.0911                   | 456               | Trânsito             | 483                 |                           |                                | EPIC 249826231b |
| K2-319b              |                          | 0.249                   | 26.680                         | 0.1516                   | 641               | Trânsito             | 686                 |                           |                                | EPIC 201663879b |
| K2-320b              |                          | 0.234                   | 1.995                          | 0.0142                   | 698               | Trânsito             | 356                 |                           |                                | EPIC 201796690b |
| K2-321b              |                          | 0.174                   | 2.298                          | 0.0410                   | 701               | Trânsito             | 254                 |                           |                                | EPIC 248480671b |
| K2-322b              |                          | 0.171                   | 8.205                          | 0.0594                   | 635               | Trânsito             | 404                 |                           |                                | EPIC 248558190b |
| K2-323b              |                          | 0.187                   | 24.930                         | 0.1275                   | 318               | Trânsito             | 387                 |                           |                                | EPIC 248616368b |
| K2-324b              |                          | 0.217                   | 3.262                          | 0.0331                   | 707               | Trânsito             | 447                 |                           |                                | EPIC 248639308b |
| K2-325b              |                          | 0.196                   | 6.930                          | 0.0419                   | 423               | Trânsito             | 365                 |                           |                                | EPIC 246074965b |
| K2-326b              |                          | 0.203                   | 1.256                          | 0.0198                   | 1114              | Trânsito             | 928                 |                           |                                | EPIC 246472939b |
| KMT-2016-BLG-2397b   | 2.42                     |                         |                                | 2.83                     |                   | Microlente           | 16000               | 0.62+0.29 −0.30           |                                | Múltiplas soluções para parâmetros planetários |
| KMT-2016-BLG-2364b   | 3.93                     |                         |                                | 2.63                     |                   | Microlente           | 21000               | 0.50+0.40 −0.22           |                                | [ 132 ] |
| OGLE-2017-BLG-1375b  | 10.33                    |                         |                                | 2.97                     |                   | Microlente           | 12000               | 0.77+0.27 −0.23           |                                | Múltiplas soluções para parâmetros planetários |
| OGLE-2017-BLG-0604b  | 0.51                     |                         |                                | 4.06                     |                   | Microlente           | 13000               | 0.70±0.28                 |                                | [ 132 ] |
| KMT-2018-BLG-0748Lb  | 0.18+0.29 −0.10          |                         |                                | 0.62±0.09                |                   | Microlente           | 24000               | 0.0870+0.138 −0.047       |                                | [ 133 ] |
| KMT-2019-BLG-1339Lb  | 12.2+16.1 −6.7           |                         |                                | 0.67+0.77 −0.55          |                   | Microlente           | 23000±3000          | 0.27+0.366 −0.15          |                                | Múltiplas soluções para parâmetros planetários |
| KMT-2019-BLG-2073    | 0.19                     |                         |                                |                          |                   | Microlente           | 12000               |                           |                                | Planeta flutuante |
| OGLE-2019-BLG-0551   | 0.0242                   |                         |                                |                          |                   | Microlente           |                     |                           |                                | Planeta de flutuação livre mal caracterizado |
| TVLM 513-46546 b     | 0.38±0.24                |                         | 221±5                          | 0.3±0.0036               |                   | Astrometria          | 34.90±0.07          | 0.09                      | 2500                           | [ 137 ] |
| CD Ceti b            | 0.0124+0.0013 −0.0014    |                         | 2.29070±0.00012                | 0.0185+0.0013 −0.0013    | 464±18            | Vel. radial          | 28.07               | 0.161±0.010               | 3130±51                        | [ 138 ] |
| OGLE-2018-BLG-0799Lb | 0.22+0.19 −0.06          |                         |                                | 1.27+0.45 −0.29          |                   | Microlente           | 16000               | 0.08+0.08 −0.02           |                                | [ 139 ] |
| WD 1856+534 b        | 13.8                     | 0.93±0.09               | 1.4079405±0.0000011            | 0.0204±0.0012            |                   | Trânsito             | 80.737±0.144        | 0.518±0.055               | 4710±60                        | Orbitando uma estrela anã branca |
| Kepler-1649c         | 0.0038                   | 0.095+0.014 −0.010      | 19.53527±0.00010               | 0.0649                   | 234±20            | Trânsito             | 301.6±1.6           | 0.1977±0.0051             | 3240±61                        | Zona habitável, semelhante à Terra |
| Kepler-305e          |                          | 0.160                   | 3.20538                        |                          |                   | Trânsito             | 2900±90             |                           |                                | [ 142 ] |
| Kepler-385d          |                          | 0.233                   | 56.4159                        |                          |                   | Trânsito             | 4870±160            |                           |                                | [ 142 ] |
| Kepler-598c          |                          | 0.270                   | 86.4945                        |                          |                   | Trânsito             | 2260±40             |                           |                                | FPP=1.0% |
| Kepler-647c          |                          | 0.357                   | 29.6663                        |                          |                   | Trânsito             | 3660±70             |                           |                                | [ 142 ] |
| Kepler-716c          |                          | 0.124                   | 3.96999                        |                          |                   | Trânsito             | 2110±30             |                           |                                | FPP=0.6% |
| Kepler-783c          |                          | 0.208                   | 7.05395                        |                          |                   | Trânsito             | 1707±15             |                           |                                | [ 142 ] |
| Kepler-1001c         |                          | 0.140                   | 9.18186                        |                          |                   | Trânsito             | 3110±80             |                           |                                | [ 142 ] |
| Kepler-1085c         |                          | 0.291                   | 56.7771                        |                          |                   | Trânsito             | 4630±150            |                           |                                | [ 142 ] |
| Kepler-1662b         | 0.223                    | 0.790                   | 134.4628                       |                          |                   | Trânsito             |                     |                           |                                | Host star also known as KOI-1783 |
| Kepler-1663b         |                          | 0.294                   | 17.6046                        |                          |                   | Trânsito             | 1112±11             |                           |                                | Estrela-mãe também conhecida como KOI-252 |
| Kepler-1664b         |                          | 0.270                   | 14.3868                        |                          |                   | Trânsito             |                     |                           |                                | Estrela-mãe também conhecida como KOI-349 |
| Kepler-1665b         |                          | 0.253                   | 11.9548                        |                          |                   | Trânsito             | 1104±5              |                           |                                | Estrela-mãe também conhecida como KOI-650 |
| Kepler-1666b         |                          | 0.257                   | 25.8476                        |                          |                   | Trânsito             | 4680±190            |                           |                                | Estrela-mãe também conhecida como KOI-945 |
| Kepler-1666c         |                          | 0.257                   | 25.8476                        |                          |                   | Trânsito             | 4680±190            |                           |                                | Estrela-mãe também conhecida como KOI-945 |
| Kepler-1667b         |                          | 0.266                   | 83.5781                        |                          |                   | Trânsito             | 2080±20             |                           |                                | Estrela-mãe também conhecida como KOI-1311 |
| Kepler-1668b         |                          | 0.388                   | 15.434                         |                          |                   | Trânsito             | 4500±200            |                           |                                | Estrela-mãe também conhecida como KOI-1470 |
| Kepler-1669b         |                          | 0.248                   | 9.51216                        |                          |                   | Trânsito             | 1800±40             |                           |                                | Estrela-mãe também conhecida como KOI-1475 |
| Kepler-1670b         |                          | 0.299                   | 20.4998                        |                          |                   | Trânsito             | 7200±400            |                           |                                | Estrela-mãe também conhecida como KOI-1705 |
| Kepler-1671b         |                          | 0.118                   | 4.16787                        |                          |                   | Trânsito             | 1176±7              |                           |                                | Estrela-mãe também conhecida como KOI-1738 |
| Kepler-1672b         |                          | 0.265                   | 150.878                        |                          |                   | Trânsito             | 1189±14             |                           |                                | Estrela-mãe também conhecida como KOI-1822 |
| Kepler-1673b         |                          | 0.262                   | 33.7888                        |                          |                   | Trânsito             | 2420±20             |                           |                                | Estrela-mãe também conhecida como KOI-1863 |
| Kepler-1674b         |                          | 0.286                   | 62.5611                        |                          |                   | Trânsito             | 3400±100            |                           |                                | Estrela-mãe também conhecida como KOI-1892 |
| Kepler-1675b         |                          | 0.279                   | 63.0382                        |                          |                   | Trânsito             | 2163±19             |                           |                                | Estrela-mãe também conhecida como KOI-1928 |
| Kepler-1676b         |                          | 0.301                   | 29.9221                        |                          |                   | Trânsito             |                     |                           |                                | Estrela-mãe também conhecida como KOI-1943 |
| Kepler-1677b         |                          | 0.241                   | 22.064                         |                          |                   | Trânsito             | 2250±30             |                           |                                | Estrela-mãe também conhecida como KOI-1984, FPP=0.6% |
| Kepler-1678b         |                          | 0.295                   | 147.974                        |                          |                   | Trânsito             | 2830±70             |                           |                                | Estrela-mãe também conhecida como KOI-2066, FPP=0.5% |
| Kepler-1679b         |                          | 0.184                   | 9.75376                        |                          |                   | Trânsito             | 3040±100            |                           |                                | Estrela-mãe também conhecida como KOI-2106 |
| Kepler-1680b         |                          | 0.121                   | 8.77424                        |                          |                   | Trânsito             | 1020±5              |                           |                                | Estrela-mãe também conhecida como KOI-2120 |
| Kepler-1681b         |                          | 0.2227                  | 69.8956                        |                          |                   | Trânsito             | 2100±300            |                           |                                | Estrela-mãe também conhecida como KOI-2132 |
| Kepler-1682b         |                          | 0.257                   | 14.8334                        |                          |                   | Trânsito             | 3900±160            |                           |                                | Estrela-mãe também conhecida como KOI-2229 |
| Kepler-1683b         |                          | 0.167                   | 15.0337                        |                          |                   | Trânsito             | 2440±50             |                           |                                | Estrela-mãe também conhecida como KOI-2293 |
| Kepler-1684b         |                          | 0.256                   | 47.7055                        |                          |                   | Trânsito             | 2060±40             |                           |                                | Estrela-mãe também conhecida como KOI-2417 |
| Kepler-1685b         |                          | 0.230                   | 20.4905                        |                          |                   | Trânsito             | 3840±150            |                           |                                | Estrela-mãe também conhecida como KOI-2504 |
| Kepler-1686b         |                          | 0.127                   | 9.30987                        |                          |                   | Trânsito             | 2430±30             |                           |                                | Estrela-mãe também conhecida como KOI-2559 |
| Kepler-1687b         |                          | 0.147                   | 5.77954                        |                          |                   | Trânsito             | 1375±17             |                           |                                | Estrela-mãe também conhecida como KOI-2588 |
| Kepler-1688b         |                          | 0.112                   | 5.62012                        |                          |                   | Trânsito             | 1850±380            |                           |                                | Estrela-mãe também conhecida como KOI-2733 |
| Kepler-1689b         |                          | 0.084                   | 8.483                          |                          |                   | Trânsito             | 967±5               |                           |                                | Estrela-mãe também conhecida como KOI-2755 |
| Kepler-1690b         |                          | 0.250                   | 234.636                        |                          |                   | Trânsito             | 2340±30             |                           |                                | Estrela-mãe também conhecida como KOI-2757 |
| Kepler-1691b         |                          | 0.163                   | 3.8482                         |                          |                   | Trânsito             | 4290±110            |                           |                                | Estrela-mãe também conhecida como KOI-2802 |
| Kepler-1692b         |                          | 0.099                   | 5.95966                        |                          |                   | Trânsito             | 1960±20             |                           |                                | Estrela-mãe também conhecida como KOI-2849 |
| Kepler-1693b         |                          | 0.115                   | 12.0999                        |                          |                   | Trânsito             | 2530±50             |                           |                                | Estrela-mãe também conhecida como KOI-2871 |
| Kepler-1694b         |                          | 0.105                   | 3.89526                        |                          |                   | Trânsito             | 1698±16             |                           |                                | Estrela-mãe também conhecida como KOI-2878, FPP=0.6% |
| Kepler-1695b         |                          | 0.099                   | 4.7329                         |                          |                   | Trânsito             | 2640±40             |                           |                                | Estrela-mãe também conhecida como KOI-3048, FPP=0.5% |
| Kepler-1696b         |                          | 0.250                   | 65.9409                        |                          |                   | Trânsito             | 5100±200            |                           |                                | Estrela-mãe também conhecida como KOI-3361 |
| Kepler-1697b         |                          | 0.112                   | 33.4969                        |                          |                   | Trânsito             | 813±2               |                           |                                | Estrela-mãe também conhecida como KOI-3478 |
| Kepler-1698b         |                          | 0.095                   | 1.2107                         |                          |                   | Trânsito             | 729±3               |                           |                                | Estrela-mãe também conhecida como KOI-3864 |
| Kepler-1699b         |                          | 0.139                   | 3.49082                        |                          |                   | Trânsito             |                     |                           |                                | Estrela-mãe também conhecida como KOI-3933 |
| Kepler-1701b         |                          | 0.198                   | 169.134                        |                          |                   | Trânsito             | 1940±20             |                           |                                | Estrela-mãe também conhecida como KOI-4054, exoplaneta potencialmente habitável                                                                              |
| Kepler-1702b         |                          | 0.143                   | 18.5012                        |                          |                   | Trânsito             | 2860±90             |                           |                                | Estrela-mãe também conhecida como KOI-4386 |
| HD 100939 b          | 7.1±1.6                  |                         | 2574.9±86.1                    | 3.73±0.08                |                   | Vel. radial          | 400.4±1.9           | 1.04+0.07 −0.06           | 4769±55                        | Estrela-mãe gigante vermelha também conhecida como HIP 56640                                                                                                 |
| HD 136295 b          | 1.79±0.16                |                         | 926.4±12.8                     | 2.02±0.02                |                   | Vel. radial          | 269.0±1.3           | 1.28+0.11 −0.10           | 4891±50                        | Estrela-mãe gigante vermelha também conhecida como HIP 75092                                                                                                 |
| HD 170707 b          | 1.96±0.09                |                         | 453.9±2.0                      | 1.26±0.01                |                   | Vel. radial          | 307.6±1.2           | 1.30±0.08                 | 4884±58                        | Estrela-mãe gigante vermelha também conhecida como HIP 90988                                                                                                 |
| HD 219553 b          | 1.94±0.17                |                         | 1481.6±61.7                    | 2.84±0.08                |                   | Vel. radial          | 332.9±1.7           | 1.39±0.09                 | 4824±60                        | Estrela-mãe gigante vermelha também conhecida como HIP 114933                                                                                                |
| Gliese 317 c         | 2.13±0.19                |                         | 6700                           |                          |                   | Vel. radial          | 49.25±0.72          | 0.42±0.05                 | 3510±50                        | [ 147 ] |

## Listas específicas de exoplanetas
- Listas de exoplanetas
- Lista de exoplanetas descobertos antes de 2000 (32)
- Lista de exoplanetas descobertos entre 2000-2009 (379)
- Lista de exoplanetas descobertos em 2010 (109)
- Lista de exoplanetas descobertos em 2011 (179)
- Lista de exoplanetas descobertos em 2012 (149)
- Lista de exoplanetas descobertos em 2013 (151)
- Lista de exoplanetas descobertos em 2014 (878)
- Lista de exoplanetas descobertos em 2015 (151)
- Lista de exoplanetas descobertos em 2016 (1.513)
- Lista de exoplanetas descobertos em 2017 (158)
- Lista de exoplanetas descobertos em 2018 (306)
- Lista de exoplanetas descobertos em 2019 (172)
- Lista de exoplanetas descobertos em 2020 (264)
- Lista de exoplanetas descobertos em 2021 (242)
- Lista de exoplanetas descobertos em 2022 (314)
- Lista de exoplanetas descobertos em 2023 (75)
- Lista de exoplanetas potencialmente habitáveis
- Lista de nomes próprios de exoplanetas
- Lista de sistemas multiplanetários
- Lista dos primeiros exoplanetas
- Lista de exoplanetas extremos
- Lista de exoplanetas descobertos usando a sonda Kepler
- Lista de exoplanetas observados durante a missão K2 do Kepler
- Lista de candidatos de exoplanetas para água líquida
- Lista dos exoplanetas mais próximos
- Lista de candidatos a exoplaneta terrestres mais próximos
- Lista de exoplanetas em trânsito